# Haha (région)
Pour les articles homonymes, voir Haha.
Le Haha ou pays Haha est une région historique du Maroc, située entre Essaouira (Mogador) au Nord et Agadir au Sud. Le territoire est peuplé de Berbères en partie arabisés. Ses habitants sont des Chleuhs de la confédération des Haha (Ihahan en berbère). 
Cette région voit s’affaisser les dernières pentes du Haut Atlas occidental qui tombe assez brusquement dans l’Océan, entre le cap Ghir et les hauteurs qui dominent le port d’Agadir.

## Géographie
Le pays haha est un vaste plateau qui verrouille au Sud-Ouest le Haouz* de Marrakech. Il est partout profondément raviné par des oueds généralement à sec ou qui écoulent rapidement les eaux de pluie qui n’ont pas été retenues dans les très nombreuses citernes qui parsèment le pays. Ch. de Foucauld, dans sa Reconnaissance au Maroc, insiste sur ces crues qui transforment le paysage : “Par suite des pluies, les rivières s’étaient grossies : là où, un mois et demi auparavant, je n’avais vu que des lits desséchés, je trouvai des torrents impétueux. L’oued Aït Amer, que je traversai au même point qu’à l’aller, formait une rivière large de 20 m, profonde de 7 m et si rapide que j’eus beaucoup de peine à la passer”.